# Cattolica Assicurazioni
Cattolica Assicurazioni était une compagnie d’assurance italienne, acquise par Generali Italia en 2022 et fusionnée avec Genertel en 2023. Depuis juillet 2023, Cattolica est devenue une division de Generali Italia.
La société a été cotée du 27 novembre 2000 au 12 août 2022 dans l’indice FTSE Italia Mid Cap de la Bourse de Milan (Code Isin: IT0000784154, Code alphanumérique : CASS).

## Historique
La Société Cattolica d’Assicurazione a été fondée à Vérone le 27 février 1896 sous forme coopérative, inspirée par la doctrine sociale de l’Église catholique et l’encyclique Rerum Novarum de 1891.
Parmi les 34 membres fondateurs et 36 actionnaires se trouvaient Nicolò Rezzara, Cesare Algranati, Stanislao Medolago Albani et Giuseppe Tovini. L’objectif de la société était de protéger les petits propriétaires terriens des dommages causés par la grêle et les intempéries, comme le reflète le choix du symbole – un ange accompagné de la devise latine « vitam auget securitas » (la sécurité accroît la vie) – remplissant ainsi une fonction à la fois économique et sociale.
En 1898, la branche incendie est créée, tandis qu'en 1900, les activités de la compagnie sont étendues pour inclure les assurances-vie. Cependant, la branche vie est fermée en 1912 avec la création de l’INA et l’instauration du monopole d'État.
La période autour de la Première Guerre mondiale fut particulièrement difficile, tant en raison des événements de la guerre que de la propagation du phylloxéra,.
Avec la fin du monopole sur le secteur vie, Cattolica rouvre la branche vie en 1924. Au cours des décennies suivantes, la compagnie continue de croître et de se diversifier, tant en termes de secteurs d’activité que de canaux de distribution.
Après la Seconde Guerre mondiale, elle reste la seule entreprise italienne du secteur des assurances à conserver son statut de coopérative.

### Le Groupe Cattolica
En 1976, avec Verona Assicurazioni, Cattolica commence à s'étendre et renforce sa présence sur le marché grâce à un réseau d'agents multi-mandataires.
Dans les années 1990, Cattolica figure parmi les premières compagnies d'assurance à adopter une stratégie commerciale multicanale, associant aux agences traditionnelles le modèle de la bancassurance. En 1989, elle promeut la création d'Arca Vita, et en 1996, celle de Risparmio e Previdenza. Toujours en 1996, Cattolica Aziende est fondée, une structure dédiée aux grandes industries.
En 2000, la compagnie est cotée à la Bourse Italienne et deux nouvelles compagnies d'assurance-vie sont créées : BPV Vita, fruit d’un partenariat entre Cattolica et Banca Popolare di Verona, et Lombarda Vita, issue d’une collaboration entre Cattolica et Banca Lombarda e Piemontese. Pendant cette période, Duomo Assicurazioni, Maeci, Maeci Vita et Duomo Previdenza rejoignent également le Groupe.
En 2004, Cattolica abandonne temporairement la vente de forfaits d'assurance par internet et investit dans la modernisation des agences de proximité de sa filiale Tua Assicurazioni fondée en 2003. En 2006, la fondation d'entreprise est fondée.
En 2007, la Banca Popolare di Vicenza dirigée par Gianni Zonin entre dans l’actionnariat de Cattolica avec une participation initiale de 8 %, qui passe à 15 % en 2014.
En 2012, Cattolica acquiert la propriété de Ca’ Tron, fondée au XVIe siècle dans la localité éponyme de Roncade par la famille Tron, qui y a établi une exploitation agricole. Le domaine, s’étendant sur 2000 hectares, abrite également le campus de l’incubateur d’entreprises H-Farm.
En 2013, Cattolica acquiert 100 % de Fata Assicurazioni auprès des Generali. En 2014, l’Osservatorio Enti Religiosi e Non Profit est créé en tant qu’outil d’information pour la business unit dédiée aux institutions religieuses et au secteur associatif.
En juin 2017, un changement à la direction de l’entreprise intervient : Alberto Minali, ancien cadre des Generali, remplace Giovan Battista Mazzucchelli en tant qu’administrateur délégué. Avec l’arrivée de Minali, un renouvellement du management a également lieu : des promotions internes, comme celle de Carlo Ferraresi au poste de directeur général, mais aussi l’arrivée de nombreux cadres externes, dont Enrico Mattioli, ancien des Generali, nommé directeur financier (CFO).
En octobre 2017, avec Berkshire Hathaway, Warren Buffett rachète 9 % des actions de Cattolica Assicurazioni, actions vendues par Banca Popolare di Vicenza.
En avril 2018, un tournant dans la gouvernance de la société a lieu : tout en confirmant le modèle coopératif, l’Assemblée Générale des Sociétaires vote en faveur de l’ouverture aux actionnaires, leur permettant ainsi d’avoir une représentation au sein du Conseil d’Administration. En octobre 2019, le Conseil d’Administration retire les délégations opérationnelles à Alberto Minali et confie le rôle d’administrateur délégué au directeur général Carlo Ferraresi.
En mai 2020, l’Ivass, l’autorité de régulation du secteur, ordonne à la direction de Cattolica, via une lettre, d’effectuer une augmentation de capital de 500 millions d’euros avant le 30 octobre 2020. Cette recapitalisation est devenue nécessaire en raison des risques de solvabilité du groupe et de certaines de ses filiales.

### Passage au statut de société par actions et arrivée de Generali
La structure actionnariale fragmentée de la société coopérative rendait difficile une réponse rapide à l'augmentation de capital demandée. Le 25 juin 2020, Generali et Cattolica ont annoncé un partenariat stratégique, comprenant l'entrée de Generali au capital de Cattolica en tant que premier actionnaire (24,4 %), grâce à une augmentation de capital réservée de 300 millions d'euros, sous réserve de la transformation de Cattolica en société par actions,.
Le 30 juillet 2020, l'assemblée générale des sociétaires de Cattolica approuve, avec 70,7 % des voix, la transformation de l’entreprise en société par actions. Depuis le 1er avril 2021, la société porte le nom de Società Cattolica di Assicurazione Società per Azioni.
À la suite du succès de l'OPA lancée par Generali, le 5 novembre 2021, le groupe Generali devient l'actionnaire de contrôle de Cattolica Assicurazioni avec une participation de 84,475 %,, qui atteint 95,112 % en juillet 2022.
Le 12 août 2022, la cotation et la négociation des actions de la compagnie à la Bourse de Milan sont suspendues. Cattolica est entièrement acquise par Generali, pour un montant total d'environ 1,4 milliard d'euros.
Les activités de Cattolica ne s’arrêtent pas pour autant. En septembre 2022, la compagnie présente une étude intitulée « Il Non Profit in evoluzione. Primo rapporto su fabbisogni assicurativi, scelte ed esigenze degli enti », réalisée en collaboration avec l’Université Catholique du Sacré-Cœur. Ce rapport explore un secteur stratégique peu couvert.
Le 28 mars 2023, l'IVASS autorise la fusion de Genertel avec Cattolica Assicurazioni, accompagnée de la renomination définitive en Genertel S.p.A. Le siège social est transféré à Trieste,.
Depuis le 1er juillet 2023, Cattolica est devenue une division de Generali Italia,, continuant à opérer sous sa propre marque.